# Jardines Etnobotánicos de la Gardie
El Jardines Etnobotánicos de la Gardie en francés : Jardins ethnobotaniques de la Gardie es un jardín botánico, especializado en los cereales y verduras cultivares de la herencia de la zona de Gard, en Rousson, Francia.

## Localización
Se ubica en los terrenos de un antiguo patio de colegio.
Jardins ethnobotaniques de la Gardie, Pont d'avène, Rousson, Département de Gard, Languedoc-Roussillon France-Francia.
Planos y vistas satelitales.44°10′47″N 4°9′3″E / 44.17972, 4.15083
Se encuentra abierto a diario excepto los lunes en julio y agosto, y las tardes de los fines de semana de mayo, junio y septiembre. Se cobra una tarifa de entrada.

## Historia
Este jardín botánico está organizado como una serie de claros de bosque que ilustran la etnobotánica rural en la región de Cévennes, cuya economía rural estaba basada en la administración de los recursos del bosque, la granja familiar, y el pastoreo del ganado.

## Colecciones
Sus colecciones están enfocadas en las plantas cultivadas tradicionalmente en :
- Huertos
- Cereales de variedades antiguas;
- Botánico, el jardín botánico contiene una serie de plantas de la herencia incluyendo más de 60 variedades de parras de uvas; 23 tipos de olivos; frutas y bayas incluyendo madroños, sáucos, azufaifas, nísperos, y moreras;
- Jardín medieval, con variedades de verduras de las que se cultivaban en la Edad Media incluyendo coles, achicoria, puerros, lechugas, cebollas, espinacas, nabos, y alubias blancas.
- Jardín de hierbas,
- Ilustración del manejo de colmenas y producción de miel;
- Plantas que se encuentran en los muros de piedra de separación de terrenos de cultivo;
- Ilustración de la producción de carbón vegetal en Horno.